# Shigefumi Matsuzawa

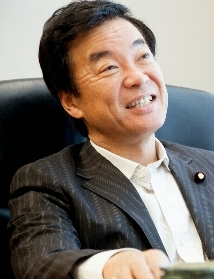
Shigefumi Matsuzawa (2014)

Shigefumi Matsuzawa (jap. 松沢 成文 Matsuzawa Shigefumi; * 2. April 1958 in Kawasaki) ist ein japanischer Politiker (parteilos→JRP→NFP→Stimme des Volkes→GGP→DPJ→parteilos→Minna→Jisedai→parteilos→Kibō→Ishin→parteilos→Ishin) und ist seit 2022 wie zuvor bereits von 2013 bis 2021 Abgeordneter im Sangiin, dem Oberhaus des nationalen Parlaments, für die ostjapanische Präfektur Kanagawa. Davor war er von 2003 bis 2011 Gouverneur von Kanagawa, von 1993 bis 2003 Abgeordneter im Shūgiin, dem nationalen Unterhaus. Von Mai 2018 bis Mai 2019 war er Parteivorsitzender der Kibō no Tō.

## Leben
Matsuzawa studierte Rechtswissenschaften an der Keiō-Universität und absolvierte anschließend das Matsushita Seikei Juku (松下政経塾, engl. Matsushita Institute of Government and Management). In seinem Abschlussjahr 1987 wurde er erstmals als Unabhängiger ins Präfekturparlament Kanagawa gewählt.
Bei der Shūgiin-Wahl 1993 wurde Matsuzawa als Kandidat der Shinseitō zum Abgeordneten des 2. Wahlkreises Kanagawa gewählt. Er war danach Mitglied der Shinshintō, der Kokumin no Koe und der Demokratischen Partei. 1996 und 2000 wurde er – nach der Wahlrechtsreform von 1994 nun im 9. Wahlkreis Kanagawa – im Amt bestätigt. 1999 kandidierte er erfolglos gegen Naoto Kan für den Parteivorsitz der Demokratischen Partei, wobei er vor allem die Unterstützung jüngerer Abgeordneter erhielt.
Im Februar 2003 verließ Matsuzawa die Partei, um bei der Gouverneurswahl von Kanagawa im März als Unabhängiger anzutreten. Die Wahl am 14. April 2003 war heiß umkämpft, nachdem Amtsinhaber Hiroshi Okazaki nicht mehr antrat. Matsuzawa trat ohne die offizielle Unterstützung der Demokratischen Partei an. Wichtigste der sechs Konkurrenten waren  Ryōichi Takarada (mit Unterstützung von LDP, Kōmeitō, Konservative Partei) und Ichirō Asukata. Matsuzawa gewann die Wahl mit 1,04 Millionen Stimmen (Takarada 676 Tausend, Asukata 643 Tausend).
Matsuzawa ist einer der Hauptbefürworter einer gemeinsamen Verwaltungs- und Legislativstruktur für den Großraum Tokio. Außenpolitische Beachtung fand 2005 sein Streit mit Außenminister Tarō Asō um die für 2008 geplante Stationierung eines nukleargetriebenen amerikanischen Flugzeugträgers, der George Washington, in Yokosuka. 2006 lenkte er ein, nachdem ihm die Schaffung eines Katastrophenschutzplanes gemeinsam mit der US Navy zugesichert worden war.
Nachdem Matsuzawa im Wahlkampf 2011 zunächst seine Kandidatur für die Gouverneurswahl in Tokio erklärt hatte, zog er seine Kandidatur im März 2011 zurück, als Amtsinhaber Shintarō Ishihara seine Wiederkandidatur erklärte. Auch eine erneute Kandidatur in Kanagawa schloss Matsuzawa aus, zu seinem Nachfolger wurde Yūji Kuroiwa gewählt. Bei der durch Ishiharas Rücktritt nötig gewordenen vorgezogenen Gouverneurswahl in Tokio 2012 kandidierte Matsuzawa tatsächlich und erhielt 621.278 Stimmen (weniger als 10 %).
Bei der Sangiin-Wahl 2013 trat Matsuzawa für die Minna no Tō in Kanagawa an, das seit 2013 vier Abgeordnete pro Teilwahl wählt. Mit 18,8 % der Stimmen (740.207) hinter Liberaldemokrat Dai Shimamura (28,8 %) und vor zwei Kandidaten von Kōmeitō und Demokratischer Partei zog Matsuzawa ins Sangiin ein.
Im September 2017 trat er der kurz zuvor angesichts der Unterhauswahl 2017 gegründeten Kibō no Tō (dt. „Partei der Hoffnung“) bei und wurde im November des Jahres zu deren Fraktionsvorsitzenden im Oberhaus gewählt, wobei die entsprechende Fraktion aus lediglich zwei weiteren Abgeordneten bestand. Nachdem die Kibō no Tō bekanntgegeben hatte, dass sie sich mit der Demokratischen Fortschrittspartei zur Volksdemokratischen Partei zusammenschließen werde, wurde dieses Vorgehen von Matsuzawa und einigen weiteren Kibō-Abgeordneten kritisiert, woraufhin sich fünf von ihnen (darunter Nariaki und Kyōko Nakayama) im Mai 2018 dazu entschieden, sich unter der Führung Matsuzawas abzuspalten und den Namen „Kibō no Tō“ weiterzuführen. Matsuzawa war seitdem Vorsitzender dieser „neuen“ Kibō no Tō, welche insgesamt mit fünf Abgeordneten im Nationalparlament vertreten war. Im Mai 2019 trat er jedoch zusammen mit Generalsekretärin Kuniko Kōda zurück, da er die übrigen Parteimitglieder nicht von einem Zusammenschluss mit der Nippon Ishin no Kai überzeugen konnte. Kurz darauf verließ er die Partei und trat bei der Sangiin-Wahl 2019 als Kandidat der Nippon Ishin no Kai in Kanagawa an, wo er mit 15,8 % der Stimmen mit sicherem Vorsprung auf die Kommunistin Yuka Asaka den vierten von vier Sitzen gewann. Am 8. August 2021 verlor er automatisch sein Mandat im Nationalparlament, als er mit Wahlkampfbeginn formal Kandidat bei der Bürgermeisterwahl in Yokohama wurde (=Kandidatur für inkompatibles Amt). In einem relativ prominent besetzten Feld aus acht Kandidaten wurde er dort mit knapp 11 % der Stimmen nur Fünfter.
Bei der Sangiin-Wahl 2022 kandidierte Matsuzawa mit Ishin-Nominierung wieder in Kanagawa (wegen einer integrierten Nachwahl für die andere Klasse auf drei Jahre ausnahmsweise Fünfmandatswahlkreis), erreichte mit 14,8 % der Stimmen den zweiten Platz und erhielt damit ein volles Mandat für sechs Jahre.
Als sich Nobuyuki Baba nach dem schwachen Abschneiden bei der Shūgiin-Wahl 2024 vom Ishin-Parteivorsitz zurückzog, bewarb sich Matsuzawa für die Nachfolge. Er unterlag deutlich dem Gouverneur von Osaka Hirofumi Yoshimura.